# Stenellipsis geophila
Stenellipsis geophila là một loài bọ cánh cứng trong họ Cerambycidae.